# آگفا

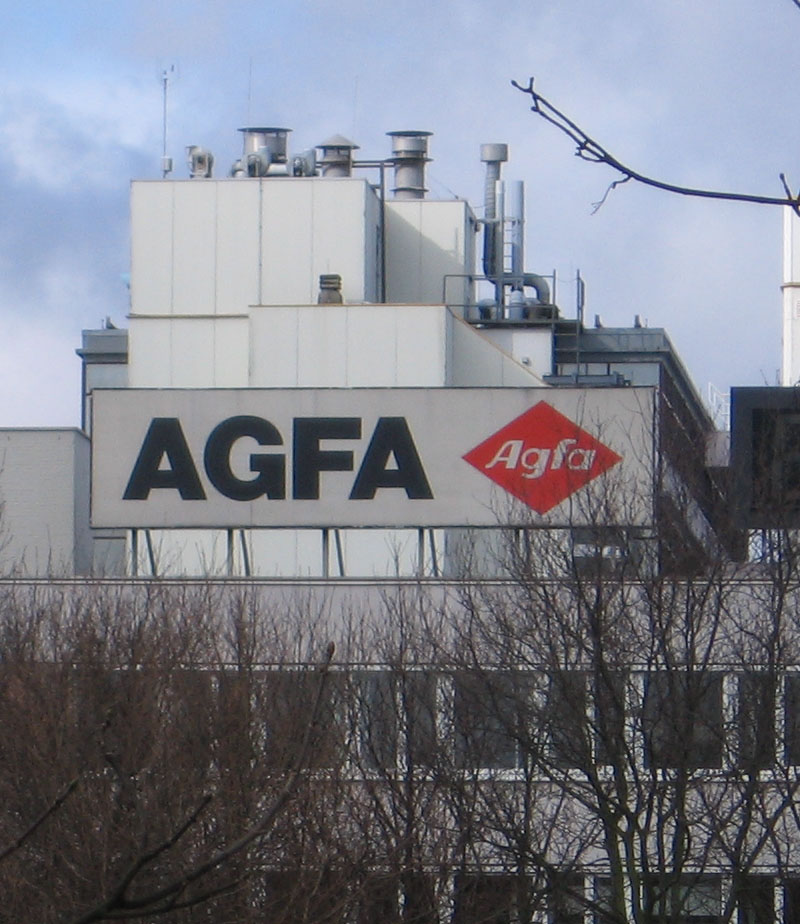
لوگوی شرکت آگفا.

آگفا (به هلندی: Agfa-Gevaert) گروه توسعه تولید و توزیع‌کننده طیف گسترده‌ای از سیستم‌های تصویربرداری آنالوگ و دیجیتال است.
فعالیت‌های فناوری اطلاعات، صنعت چاپ، بخش بهداشت و درمان، و همچنین برنامه‌های کاربردی خاص صنعتی از دیگر فعالیت‌های این شرکت است.